# Cortona
Cortona (italijansko: [korˈtoːna]) je mesto in občina v pokrajini Arezzo v Toskani, Italija. Je glavno kulturno in umetniško središče Val di Chiana za Arezzom.

## Geografija
Cortona leži severno od  Trasimenskega jezera. Glavno mesto pokrajine Arezzo je 24 km severozahodno, regionalna prestolnica Firence 80 km severozahodno. Cortona je na jugovzhodu pokrajine Arezzo. Na jugu meji na pokrajino Siena, na vzhodu na deželo Umbrija (pokrajina Perugia).
Kraj je v dolini Chiana (italijansko Val di Chiana), istoimenski kanal teče skozi območje občine v dolžini 10 km. Druge pomembne vode sta potoka Mucchia in Esse, ki spadata v sistem reke  Arno, pa tudi Minimella in Seano, ki spadata v rečni sistem Tibere .
Občino sestavljajo še: Camucia-Monsigliolo (273 m, približno 5500 prebivalcev), Chianacce (285 m, približno 115 prebivalcev), Cignano (336 m, približno 50 prebivalcev), Col di Morro (680 m, približno 30 prebivalcev) ), Creti (273 m, približno 70 prebivalcev), Fratta-Santa Caterina (265 m, približno 470 prebivalcev), Fratticciola (278 m, približno 100 prebivalcev), Mercatale (309 m, približno 415 prebivalcev), Mezzavia , Montalla, Montecchio (283 m, približno 400 prebivalcev), Ossaia (292 m, približno 230 prebivalcev), Pierle (468 m, približno 30 prebivalcev), Pietraia, Poggioni, Riccio, Ronzano, Sant'Andrea di Sorbello, Sodo, Terontola (270 m, približno 1600 prebivalcev), Terontola Alta (314 m, približno 200 prebivalcev), Tornia in Torreone.

## Zgodovina
Po legendi so mesto ustanovili Pelazgi, v resnici pa verjetno Etruščani in je bilo eno njihovih najstarejših in najpomembnejših mest. Etruščansko ime je bilo Curtun. V 4. stoletju pred našim štetjem je bilo mesto zaveznik Rima. [5] Rimljani so ga osvojili leta 310 pr. n. št.
V drugi punski vojni je kartažanska vojska pod Hanibalom po prečkanju Apeninov Cortono prekoračila marca 217 pr. n. št.. Nekoliko pozneje je nekaj kilometrov jugovzhodno od mesta zmagala v bitki pri Trasimenskem jezeru.
Goti so osvojili Cortono v 5. stoletju našega štetja, Aretini pa so mesto zasedali od leta 1258 do 1260. Mesto je bilo škofija od leta 1325. Hkrati je družina Casali prevzela Signorijo in jo osamosvojila kot svobodna komuno držala približno osemdeset let. Potem je kraj prišel v navzkrižje interesov med Arezzom, Firencami in Sieno, dokler ni leta 1409 Ladislav Neapeljski mesto prevzel in ga dve leti pozneje izročil Firencam.
Accademia Etrusca, stara skoraj 300 let, je stoletja oblikovala družbeno in intelektualno življenje mesta. Akademija upravlja Biblioteca del Comune e dell´Accademia Etrusca in Museo dell´Accademia Etrusca. Leta 1992 je bila v Località Le Piagge odkrita Tabula Cortonensis.

## Cortona DOC
Leta 2000 je Cortona ustanovila Cortona DOC (Denominazione di Origine Controllata), ki ima 29 članov, ki pridelujejo in kontrolirajo 14 različnih vrst vin.

## Znamenitosti

### Stolnica
Sostolnica v Cortoni ali sostolnica Marije vnebovzete (Concattedrale di Santa Maria Assunta) stoji na ostankih antičnega templja in je bila prvič omenjena kot župnijska cerkev v 11. stoletju. Leta 1507 je postala stolnica škofije Cortona (prej San Vincenzo na obrobju mesta, ustanovljena leta 1325), leta 1986 pa je postala sostolnica škofije Arezzo-Cortona-Sansepolcro. Jedro romanske cerkve je od zunaj dokaj neopazno, znotraj pa je bilo preoblikovano v elegantnih renesančnih oblikah sredi 15. stoletja, kasneje delno barokizirana.

### Santa Maria Nuova
V Cortoni sta dve tipični renesančni cerkvi, ki ponazarjata dve različni gradbeni načeli.  Santa Maria Nuova iz leta 1554 je cerkev kvadratnega tlorisa, ki leži zunaj mestnega obzidja. Renesansa je v središču cerkve znova prevzela ideal centralne stavbe. Ta cerkev ponuja preprosto različico takšne centralne zgradbe.

### Madonna del Calcinaio
Cerkev Santa Maria delle Grazie al Calcinaio, najpomembnejše umetniško delo Cortone, je oddaljena le nekaj sto metrov. Zgradil jo je med letoma 1484 in 1515 Francesco di Giorgio Martini (1439-1502) zaradi domnevno čudežne slike Device Marije . Ta slika je bila prvotno na stenah apnene jame, calcinaio, od tod tudi ime; danes je vstavljena v tabernakelj nad visokim oltarjem. V takih primerih, ko je bila v renesansi dolga hiša zgrajena kljub središčnemu stavbnemu idealu, je bil vzhodni del stavbe večinoma vdelan v tako osrednjo zgradbo, ki je bila nato okronana z mogočno kupolo - podobno kot Firenška stolnica.
Cerkev je od zunaj videti neopazna, na notranji strani pa obsežno obnovljena. Cerkev ima nenavadno visoke oboke. Tu lahko vidimo tudi odločilne značilnosti renesančne arhitekture: jasne, geometrijske oblike, kombinacija pravokotnih oblik z loki in krogi, okna v starinskem slogu, poudarek na ravnih stenah, ki so v celoti ohranjene v beli barvi.

### Bazilika svete Margarete
Baziliko sv. Margarete Cortonske je začel graditi Enrico Presenti leta 1856. Leta 1876 je gradbeno vodstvo prevzel Mariano Falcini. Dokončal jo je leta 1897 Giuseppe Castellucci. Bazilika je bila zgrajena nad starejšo cerkveno stavbo iz 13. in 14. stoletja. Ta je bil ustvarjena iz oratorija, ki je nastal iz celice svete Margarete. V tej je umrla leta 1297. Campanile - zvonik izvira iz leta 1650. Znotraj je delo Immacolata concezione Francesca Vannija.

### Druge religiozne stavbe
- opatija Farneta
- Chiesa di Sant´Agostino, cerkev iz 13. stoletja.
- Chiesa di San Benedetto, cerkev iz 17. stoletja. [4]
- Chiesa di San Cristoforo, cerkev s konca 12. stoletja. Obnovljen je bil leta 1575 zaradi požara.
- Chiesa di San Domenico, cerkev 15. stoletja na mestnem obzidju. Vsebuje delo Madone con Bambino tra zaradi Santi domenicani Fra Angelico.
- Chiesa di San Niccolò, cerkev v središču mesta iz 15. stoletja, pročelje je bilo obnovljeno leta 1930.
- Chiesa di Santa Chiara, cerkev in samostan iz 16. stoletja, ki ga je načrtoval Giorgio Vasari.
- Chiesa di San Francesco, prva cerkev zunaj Assisija, poimenovana po Frančišku Asiškem, najdišče Laudario di Cortona - rokopis iz 13. stoletja
- Chiesa dello Spirito Santo, cerkev tik ob mestnem obzidju v bližini Porta Guelfa. Ustvaril jo je leta 1637 Francesco Berrettini.
- Chiesa di San Vincenzo, je bila od 1325 do 1508 stolnica in je bila uničena leta 1785.
- Convento delle Celle, samostan na gori Sant'Egidio severno od mesta, ki je bil že leta 1199 dokumentiran kot puščavniška celica.
- cistercijanski samostan Santissima Trinità

### Palače
- Palazzo comunale (mestna hiša), je bila prvič pisno omenjena v 12. stoletju.
- Palazzo Casali (v florentinskih časih imenovana tudi Palazzo Pretorio), istoimenska palača družine, ki je bila zgrajena v začetku 15. stoletja. Pročelje je iz leta 1608, ustvaril pa jo je Filippo Berrettini. Luca Signorelli je imel tam leta 1502 svojo delavnico. Danes je sedež Accademia Etrusca in Muzej zbirk.
- Palazzo Passerini, stavba na Piazza della Repubblica. Leta 1515 je bil v njej nastanjen papež Leon X.

### Fortezza del Girifalco
Trdnjava, imenovana tudi Fortezza Medicea, di Cortona ali Rocca, je na najvišji točki Cortone. Pisno je bila prvič omenjena leta 1258, ko je mesto prevzel Arezzo. Nadaljnja širitev je potekala v času Signoria dei Casali in prek Siene do leta 1411, ko so Firence in Medičejci prevladali nad mestom. Trdnjava je bila spet okrepljena pod Cosimom de' Medici . Arhitekta sta bila Gabrio Serbelloni in Francesco Laparelli . Utrdba je sestavljena iz štirih bastijonov: Bastione Sant'Egidio, Bastione San Giusto, Bastione Santa Maria Nuova, Bastione Santa Margherita in Maschio (mastio; glavni stolp). 

### Rocca di Pierle
Grad, imenovan tudi Castello di Pierle stoji na strani, ki je obrnjena proti Umbriji v bližini lokalne meje z Lisciano Niccone. Gre za ruševine na Monte Maestrinu, ki je od 11. stoletja pripadal grofom Del Monte. V 14. stoletju je Bernabò Visconti Oddi iz Perugie grad kot fevd predal, nato so ga pridobili Casali. Francesco Casali je leta 1371 grad obnovil; bil je uničen leta 1587  po navodilih Ferdinanda I. de' Medici. Še vedno je viden kot dobro ohranjena ruševina, ki jo trenutno obnavljajo. Vhod v grad je bil nekoč prek dvižnega mostu. Grad je imel dva stolpa, od katerih je ohranjen le severni stolp. Grajski palas je bil visok 28 metrov in je imela sedem nadstropij, prvo, tretje in peto z oboki, druga štiri nadstropja pa z lesenimi stropi. Danes so poleg severnega stolpa še vedno viden palas, vhodna vrata, utori dvižnega mostu ter dva stolpa in obrambni zid z luknjami .
- Rocca di Pierle, tudi Castello
- Notranjost palače s porušenimi stropi
- Mestna vrata Porta Colonia
- Porta Ghibellina tudi Porta Bifora
- Porta Guelfa ali Porta Sant’Agostino
- Porta Montanina
- Porta Santa Maria
- Mestno obzidje z ostanki Porta Santa Margherita

### Obzidje in mestna vrata
Etruščansko mestno obzidje iz 5. stoletja pred našim štetjem je bilo dolgo 2 km, nekatere dele je uporabilo srednjeveško mestno obzidje. Dolgo je približno 3 km in ima naslednjih sedem mestnih vrat:
- Porta Berarda, mestna vrata na jugovzhodu
- Porta Colonia, mestna vrata na severu, ki vodijo do Santa Maria Nuova. Verjetno je bila severna vrata Cardo
- Porta Ghibellina, imenovana tudi Porta Bacarelli ali Porta Bifora, zahodna mestna vrata
- Porta Guelfa, imenovana tudi Porta Sant´Agostino, najjužnejša mestna vrata in glavna vrata pri Cardo maximusu
- Porta Montanina, mestna vrata obrnjena proti severu
- Porta Santa Maria, zahodna mestna vrata na Via Roma
- Porta Santa Margherita, severna mestna vrata brez okroglega loka, vodi do bazilike Santa Margherita

## Pobratena mesta
Cortona je pobratena z:
- Château-Chinon, Francija, od 1980
- Krujë, Albanija, od 1995
- San José de los Remates, Nikaragva, od 1989
- Athens, Georgia, ZDA, od 1978
- Gmina Czechowice-Dziedzice, Poljska, od 2014

## In popularni kulturi
Cortona je bila ena od lokacij v popotniški seriji Conana, kjer Conan O'Brien in Jordan Schlansky (eden izmed pridruženih producentov šova) obiskujeta Italijo . Schlanskemu, ki je redni obiskovalec Cortone, mestni župan podeli parkirno mesto in O 'Brien predstavi svojo najljubšo restavracijo, kjer z vprašljivim uspehom razloži hrano, vino in okolico svojemu sopotniku.